# Wazabi
Wazabi ist das zweite Studioalbum des deutschen Rappers LX. Es erschien am 27. Mai 2022 über das Label Chapter ONE als Standard-Edition und als Boxset.

## Entstehung und Artwork
Entstehung
Das Album wurde fast komplett vom Musikproduzenten DeeVoe produziert (12 Songs). Weitere Produktionsbeteiligungen erfolgten von The Cratez (6), Kushbringer (4), Absolute, LX (je 2), 2Bough, Kevdunkin’, MonsiBeatz, Silvz und P.M.B. (je 1).

## Titelliste
| Nr. | Titel                                  | Produzent(en)                          | Länge |
| --- | -------------------------------------- | -------------------------------------- | ----- |
| 1.  | Jeden Tag                              | DeeVoe                                 |       |
| 2.  | Guck mir zu                            | DeeVoe, Absolute, The Cratez, Silvz    |       |
| 3.  | Traphouse (feat. Bonez MC)             | DeeVoe, The Cratez                     |       |
| 4.  | Ong bak                                | DeeVoe, Kushbringer                    |       |
| 5.  | In mein Jeep (feat. Gzuz)              | DeeVoe, The Cratez, Kevdunkin’         |       |
| 6.  | Givenchy                               | P.M.B.                                 |       |
| 7.  | Hunnid Brixxx (feat. Jalil)            | DeeVoe, Absolute                       |       |
| 8.  | 187 Party (feat. Bonez MC & Maxwell)   | DeeVoe, The Cratez                     |       |
| 9.  | Wazabi Gang                            | DeeVoe, Kushbringer, LX                | 2:30  |
| 10. | Gib mir was ab (feat. Olexesh)         | DeeVoe, Kushbringer                    | 2:25  |
| 11. | Schwarze Traube (feat. Bonez MC & Sa4) | DeeVoe, Kushbringer                    |       |
| 12. | GMO (feat. Gzuz)                       | DeeVoe, 2Bough, The Cratez, MonsiBeatz | 2:26  |
| 13. | California Dreamin                     | DeeVoe, The Cratez, LX                 |       |

## Singleauskopplungen
Die erste Single Wazabi Gang erschien am 10. März 2022 als Einzeltrack zum Download. Das Lied stieg auf Rang 44 in die deutschen Singlecharts ein, in der Schweizer Hitparade erreichte es Position 98. Am 7. Februar wurde der Song GMO (feat. Gzuz) veröffentlicht, der Platz 29 der deutschen, Rang 62 österreichischen sowie Position 69 der Schweizer Hitparade belegte. Eine Woche vor dem Album folgte am 19. Mai die dritte und letzte Single Gib mir was ab (feat. Olexesh).